# КК Панатинаикос
Кошаркашки клуб Панатинаикос (грч. Κ.Α.Ε. Παναθηναϊκός) грчки је кошаркашки клуб из Атине. Део је део спортског друштва Панатинаикос. Тренутно се такмичи у Првој лиги Грчке и у Евролиги.
Спортско друштво Панатинаикос постоји од 1908, а кошаркашки клуб је основан 1919. Своје утакмице клуб игра у Олимпијској дворани у Атини, капацитета 18.989 гледалаца. Боје клуба су зелена и бела.

## Историја
Клуб је основан 1922. у власништву фармацеутских магната Павлоса и Танасиса Јанакопулоса. Панатинаикос је једна од најбољи грчких кошаркаших екипа, али и једна од најбољих европских екипа. У својој ризници трофеја имају 40 титула домаћег првенства, 21 трофеј купа, 1 суперкуп, 7 титула Евролиге и једну титулу Интерконтиненталног купа.
Многи познати играчи носили су зелени-бели дрес (Доминик Вилкинс, Дино Рађа, Дејан Бодирога, Никос Галис, Панајотис Јанакис, Стојко Вранковић, Жарко Паспаљ, Жељко Ребрача и многи други). Са таквим играчима Панатинаикос је у последњих 15 година био једна од најуспешнијих екипа са европског континента.
Пантинаикос је у Паризу 1996. освојио први наслов европског првака, победивши у финалу шпанску Барселону, резултатом 67:66 и тиме је постао први грчки тим којем је то пошло за руком. У септембру те исте године Панатинаикос је освојио Интерконтинентални куп, савладавши у финалној серији (2:1 укупно) аргентински Венадо Туерто са 83:89, 83:78 и 101:76. Године 2000. је по други пут Панатинаикос постао европски првак, савладавши у финалу израелски Макаби Тел Авив, резултатом 73:67. Године 2002. су у Болоњи освојили трећи наслов првака Европе, савладавши у финалу домаћи тим Киндер, резултатом 89:83. Године 2007. освојили су на домаћем терену четврти наслов европског првака, савладавши у финалу ЦСКА Москву, резултатом 93:91. Пета титула првака Европе освојена је 2009. године против истог ривала  тријумфом 73:71 у Берлину, док је шеста титула стигла 2011. још једном победом над Макабијем из Тел Авива 78:70 овај пута на завршном турниру у Барселони. Након једног кризног периода седма титула првака Европе стигла је 2024. године тријумфом, опет у Берлину над најтрофејнијим европским клубом Реал Мадридом од 95:80. Панатинаикос је укупно 13 пута био учесник финалног турнира Евролиге (1994, 1995, 1996, 2000, 2001, 2002, 2005, 2007, 2009, 2011, 2012, 2024. и 2025).

## Клупски успеси
- Првенство Грчке:
  - Првак (40): 1946, 1947, 1950, 1951, 1954, 1961, 1962, 1967, 1969, 1971, 1972, 1973, 1974, 1975, 1977, 1980, 1981, 1982, 1984, 1998, 1999, 2000, 2001, 2003, 2004, 2005, 2006, 2007, 2008, 2009, 2010, 2011, 2013, 2014, 2017, 2018, 2019, 2020, 2021, 2024.
  - Вицепрвак (14): 1953, 1968, 1970, 1978, 1983, 1993, 1995, 1996, 2012, 2015, 2016, 2022, 2023, 2025.
- Куп Грчке:
  - Победник (21) : 1979, 1982, 1983, 1986, 1993, 1996, 2003, 2005, 2006, 2007, 2008, 2009, 2012, 2013, 2014, 2015, 2016, 2017, 2019, 2021, 2025.
  - Финалиста (7): 1985, 2000, 2001, 2010, 2011, 2022, 2024.
- Суперкуп Грчке:
  - Победник (1) : 2021.
  - Финалиста (4): 1986, 2022, 2023, 2024.
- Евролига:
  - Победник (7): 1996, 2000, 2002, 2007, 2009, 2011, 2024.
  - Финалиста (1): 2001.
  - Треће место (3): 1994, 1995, 2005.
  - Четврто место (2): 2012, 2025.
  - Фајнал фор (13): 1994, 1995, 1996, 2000, 2001, 2002, 2005, 2007, 2009, 2011, 2012, 2024, 2025.
- Интерконтинентални куп:
  - Победник (1): 1996.

## Учинак у претходним сезонама
| Сез.     | Првенство Грчке | Куп Грчке    | Европско такмичење      |
| -------- | --------------- | ------------ | ----------------------- |
| 2008/09. | Првак           | Победник     | Евролига — Победник     |
| 2009/10. | Првак           | Финалиста    | Евролига — Топ 16       |
| 2010/11. | Првак           | Финалиста    | Евролига — Победник     |
| 2011/12. | Вицепрвак       | Победник     | Евролига — 4. место     |
| 2012/13. | Првак           | Победник     | Евролига — Четвртфинале |
| 2013/14. | Првак           | Победник     | Евролига — Четвртфинале |
| 2014/15. | Вицепрвак       | Победник     | Евролига — Четвртфинале |
| 2015/16. | Вицепрвак       | Победник     | Евролига — Четвртфинале |
| 2016/17. | Првак           | Победник     | Евролига — Четвртфинале |
| 2017/18. | Првак           | Полуфинале   | Евролига — Четвртфинале |
| 2018/19. | Првак           | Победник     | Евролига — Четвртфинале |
| 2019/20. | Првак           | Четвртфинале | Евролига (прекинуто)    |
| 2020/21. | Првак           | Победник     | Евролига — 16. место    |
| 2021/22. | Вицепрвак       | Финалиста    | Евролига — 13. место    |
| 2022/23. | Вицепрвак       | Полуфинале   | Евролига — 17. место    |
| 2023/24. | Првак           | Финалиста    | Евролига — Победник     |
| 2024/25. | Вицепрвак       | Победник     | Евролига — 4. место     |

## Тренутни састав

### Графикон позиција
| Поз. | Стартер         | Клупа 1         | Клупа 2               | Резерве/повређени |
| ---- | --------------- | --------------- | --------------------- | ----------------- |
| Ц    | Матијас Лесор   | Венјен Габријел | Омер Јуртсевен        | Тибор Плајс       |
| КЦ   | Хуан Ернангомез | Динос Митоглу   | Александрос Самодуров |                   |
| К    | Џеди Осман      | Јанис Папапетру | Панајотис Калаицакис  |                   |
| Б    | Кендрик Нан     | Џеријан Грант   |                       | Маријус Григонис  |
| П    | Костас Слукас   | Лоренцо Браун   | Димитриос Мораитис    |                   |

## Промене у саставу за сезону 2024/25.

### Дошли
| Датум              | Позиција               | Име             | Дошао из           |
| ------------------ | ---------------------- | --------------- | ------------------ |
| 25. јун 2024.      | Плејмејкер             | Лоренцо Браун   | Макаби Тел Авив    |
| 30. август 2024.   | Центар                 | Омер Јуртсевен  | Јута џез           |
| 7. септембар 2024. | Крило                  | Џеди Осман      | Сан Антонио спарси |
| 23. децембар 2024. | Крилни центар / Центар | Венјен Габријел | Макаби Тел Авив    |
| 25. фебруар 2025.  | Центар                 | Тибор Плајс     | Трапани            |

### Отишли
| Датум              | Позиција              | Име                    | Отишао у              |
| ------------------ | --------------------- | ---------------------- | --------------------- |
| 28. јун 2024.      | Крилни центар / Крило | Лефтерис Манцукас      | Арис (позајмица)      |
| 30. јун 2024.      | Крилни центар         | Никос Хугаз            | Андора                |
| 2. јул 2024.       | Бек                   | Лука Вилдоза           | Олимпијакос           |
| 25. јул 2024.      | Бек / Крило           | Неоклис Авдалас        | Перистери (позајмица) |
| 2. септембар 2024. | Центар                | Александер Балцеровски | Уникаха Малага        |
| 17. октобар 2024.  | Крилни центар / Крило | Лефтерис Манцукас      | Маруси (позајмица)    |
| 11. фебруар 2025.  | Центар                | Костас Адетокумбо      | Мурсија               |